# Epimutazione
L’Epimutazione è un termine che fu usato per la prima volta per parlare di cambiamenti epigenetici, inclusa la metilazione, che non ha effetto sulla sequenza del DNA. È correntemente definita come una anormale repressione trascrizionale in geni attivi e/o una anormale attivazione che solitamente reprime geni, causata da errori nella repressione epigenetica di un gene.
Anomalie in impronte epigenetiche sono prevalenti in cancro e sono spesso presunti durante la progressione del tumore, tali anomalie epigenetiche sembrano un luogo coerente per ricercare cause alternative in tumori precoci. Ampiamente, queste anomalie epigenetiche inclusa perdita e guadagno della 5-metil-citosina dai di-nucleotidi CpG, definite ipometilazione e ipermetilazione, rispettivamente, in aggiunta alle altre modificazioni biochimiche a carico del DNA. 
L'ipometilazione dei promotori ricchi di CpG, inclusi quelli degli oncogeni, fu la prima alterazione genetica identificata nei primi casi di cancro dell'uomo; ed è stato associato con una sovraregolazione trascrizionale degli oncogeni. L'ipometilazione globale del dna fu trovata in vari tipi di cancro ed è stata associata all'instabilità dei cromosomi e alterazioni generali nell'attività trascrizionale. 
L'ipermetilazione dei promotori delle isole CpG, negli studi epigenetici più approfonditi cambia, è prevalente nel cancro ed è stato associate con il silenziamento trascrizionale dei geni soppressori tumorali che sono stati coinvolti in ogni cancro. Molti cancri sono la manifestazione della metilazione di numerose isole CpG all'interno del genoma, che è riferito alle isole CpG del fenotipo metilatore (CIMP). Recentemente, è divenuto chiaro che certe anomalie epigenetiche, inclusa CIMP, si verifica nel cancro come una conseguenza secondaria delle mutazioni genetiche somatiche all'interno di geni epigenetici regolatori.
In particolare, i meccanismi epigenetici principali sono:
- Metilazione del DNA
- Acetilazione degli istoni
- Fosforilazione
- Ubiquitinazione

In aggiunta ai precedenti, i processi epigenetici comprendono fenomeni come paramutazione, bookmarking, imprinting, silenziamento genico, inattivazione del cromosoma X, effetto di posizione, riprogrammazione, effetti materni, l'avanzamento della cancerogenesi, molti effetti di teratogeni e regolazione delle modificazioni istoniche e dell'eterocromatina. La metilazione del DNA nei vertebrati avviene tipicamente in siti CpG (siti citosina-fosfato-guanina, "p" è riferito al ponte fosfato tra i deossiribosi), e converte la citosina in 5-metil-citosina (Me-CpG) ad opera dell'enzima DNA metiltransferasi. Il DNA umano ha circa 80–90% di siti CpG metilati, fatta eccezione per certe aree, conosciute come isole CpG, che sono ricche in GC (circa il 65% in tali residui), e nessuna di queste è metilata. Dall'uno al due percento del genoma umano sono clusters CpG , ed esiste una relazione inversa tra la metilazione delle CpG e l'attività trascrizionale.
La metilazione del DNA avviene spesso in sequenze ripetute, ed aiuta a sopprimere l'espressione e la mobilità di elementi trasponibili:[35] siccome la 5-metil-citosina può essere spontaneamente deaminata (sostituendo l'azoto con l'ossigeno) a timidina,i siti CpG sono spesso mutati e diventano rari nel genoma, ad eccezione delle isole CpG che, appunto, non sono metilate. i pattern di metilazione del DNA sono conosciuti per essere applicati e modificati in risposta a fattori ambientali da un'interconnessione complessa di almeno tre metiltrasferasi indipendenti: DNMT1 (essenziale per l'imprinting genomico, l'inattivazione del cromosoma x e lo sviluppo embrionale), DNMT3A, and DNMT3B. 
DNMT1 è la più abbondante metiltrasferasi nelle cellule somatiche, mostra un'elevata affinità per le regioni del DNA emimetilate e interagisce con l'antigene per la proliferazione delle cellule nucleari (PCNA).
Istoni H3 and H4 possono essere demetilati usando la istone-lisina demetilasi (KDM). Questo enzima recentemente identificato ha un sito attivo chiamato Jumonji domain (JmjC). la demetilazione avviene quando JmjC utilizza cofattori multipli per idrossilare il gruppo metile, rimuovendolo. JmjC ha la capacità di demetilare fino a substrati tri-metilati, in contrasto alle istone-lisina metiltrasferasi, che metilano gli stessi istoni (promuovendo l'intera attivazione trascrizionale).
L'acetilazione è la più studiata tra le modifiche riguardanti gli istoni. per esempio, l'acetilazione delle lisine K14 e K9 della coda dell'istone H3 dagli enzimi istone acetiltransferasi (HATs) (o la deacetilazione tramite le istone-deacetilasi, tali HDAC, dato che il processo è reversibile) ha compentenze trascrizionali. Il modo in cui l'acetilazione contribuisce alla trascrizione può essere pensato in due modi
1. 1- Cis: acetilando le lisine terminali si agisce direttamente sul DNA, facendo perdere la carica positiva all'istone e allontanando di conseguenza il tratto di DNA coinvolto
2. 2- Trans: acetilando le lisine terminali si reclutano enzimi capaci di modificare la struttura istonica, o comunque aventi un dominio aceti-lisina specifico, attivando la trascrizione e quindi agendo indirettamente sul DNA.

Le code istoniche (estremità N-terminali dell'istone) sono soggette, oltre ad acetilazione, anche a metilazione, ubiquitilazione, fosforilazione e sumoilazione.
Quindi le variazioni che coinvolgono i meccanismi epigenetici citati vengono definite come epimutazioni e provocano variabilità fenotipica, senza che venga modificata la sequenza nucleotidica del gene in questione; per questo motivo esse vengono considerate mutazioni funzionali del DNA e non strutturali (mutazioni genetiche). Bisogna sottolineare che le modificazioni a carico del DNA di una cellula vengono ereditate dalle sue cellule figlie cosicché, se tali modifiche avvengono in cellule della linea germinale, esse vengono trasmesse alla progenie dell'organismo. Comunque le epimutazioni sono mutazioni reversibili.
Attualmente non si sa ancora con certezza quanto queste mutazioni siano casuali o indotte, ma tra le ipotesi più accreditate c'è quella di un loro ruolo nell'adattamento a breve termine della specie all'ambiente in cui vive, adattamento da intendere come risposta dell'organismo a particolari esposizioni ambientali.
Il contributo di presunti fattori epigenetici o genetici e delle loro interazioni nella causalità del cancro. Questa è un'illustrazione schematica dei complessi fattori genetici o presunti fattori epigenetici che contribuiscono alla causa del cancro ma che forse non si escludono a vicenda. L'ovale grigio indica i fattori genetici puri. L'ovale verde chiaro sta ad indicare i fattori epigenetici che sono totalmente indipendenti dal genetico. Interazioni genetiche-epigenetiche sono collocate nell'intersezione degli ovali. I fattori presenti alla nascita sono nella parte alta degli ovali, i fattori invece che sono stati acquisiti nel corso della vita sono collocati nella parte bassa degli ovali. Stress ambientali sono indicati dai fulmini arancioni. Varianti genetiche che sono presenti alla nascita contribuiscono direttamente al rischio di cancro attraverso un'alta penetranza nelle mutazioni della linea germinale e attraverso combinazioni delle comuni varianti genetiche associate con un aumento del rischio di cancro, inclusa la variante del singolo nucleotide(SNVs) e una copia del numero di varianti(CNVs), molte delle quali rimane non identificata. Il genotipo può inoltre indirettamente contribuire al rischio di cancro passando per una via epigenetica intermediaria. Ciò sono incluse nella alta penetrazione secondaria costituzionale delle epimutazioni e dall'espressione genotipo-dipendente e dal quantitativo di metilazione tratto in loco, nelle quali gli epitipi somatici possono essere sovrapposti in base al genotipo sottostante durante la vita dell'individuo, presumibilmente soggetto alle interazioni con stress ambientali e/o invecchiamento. I fattori epigenetici che sono pensati essere indipendenti dalla genetica sono le epimutazioni costituzionali primarie che sorgono nella linea germinale o all'embrione precoce, e da epitipi somaticamente acquisiti che si presentano nel corso della vita dell'individuo presumibilmente a causa di stress ambientali e/o invecchiamento.